# Félelmek és szimbólumok
A Félelmek és szimbólumok Hankiss Elemér 1999-ben kiadott Az emberi kaland című művének javított és bővített kiadása. 
A könyv 2006-ban jelent meg.

## A mű mondanivalója
A műben a szerző az embert körülvevő, számára "idegen" világról alkotott elméletét mutatja be.
Az elmélet lényege, hogy az ember egy "idegen világba" van belevetve, amely ellenséges vele szemben. Az ezzel szembeni önvédelemhez különféle szimbólumokat használ. Ezen szimbólumokat elemzi művében az író.

## A mű felépítése
A könyv 12 fejezetre oszlik, ezek is részekre tagolódnak.
Az első két fejezet, melyek címe 'Idegen világban?', illetve "A félelmek világa", főleg azzal foglalkozik, hogy bemutassa az embert körülvevő, számára ellenséges, a szerző nézőpontja szerint "idegen" világot.  A 3. fejezet, melynek címe "A szimbólumok világa", már azt a szimbólumrendszert taglalja, amelyet az ember ezen hatások ellen emel. Ezek részletezése a következő két fejezet, "Az édenkert" és az 'Imago mundi". Az erkölcsiség problémáját feszegeti a "A morális univerzum", a bűnnel kapcsolatos szorongásokat pedig "A bűntudat világa".
A szerző Prométheuszról és Apollónról alkotott elméletét fejti ki "A racionális univerzum". Ez az említett szimbólumokat két csoportra osztja aszerint, hogy azok a szellemi (Apollón), vagy az anyagi (Prométheusz) valóságot jelenítik-e meg.
A játék szerepével foglalkozik "A játék világa". "A tréfák világa", "A szépség világa", "A trivialitások világa" – címet viselő fejezetek a további "védekezőrendszereket" taglalják. Végül a 12., a zárófejezet, a "Megvédhetenek-e minket a szimbólumok?" arra a kérdésre keresi a választ, vajon sikeres lehet-e ez a védekezőrendszer.

## A mű forrásai
A könyv számos ismert filozófustól, szociológustól, pszichológustól vesz át gondolatokat, köztük Sigmund Freud, Jan Huizinga, Bertrand Russell, Mircea Eliade, Erich Fromm, Róheim Géza, de számos jelenkori – főként amerikai – szerzőt is idéz.

### Kiadásai
- Félelmek és szimbólumok. Egy civilizációelmélet vázlata; jav., bőv. kiad.; Osiris, Bp., 2006 (Hankiss Elemér összegyűjtött munkái)
- Az emberi kaland. Egy civilizáció-elmélet vázlata; 5. bőv. kiad.; Helikon, Bp., 2014